# Lelydorpplan
Het Lelydorpplan was een plan in Suriname van Ferdinand Anton Langguth Oliviera en Rudie van Lier dat in 1950 werd gepubliceerd door de Economisch-Financiële Sector van het Coördinatie College Suriname (Planbureau van Suriname). Het Planbureau viel in die tijd onder het Nederlandse ministerie voor Uniezaken en Overzeese Rijksdelen. Het Lelydorpplan is genoemd naar Lelydorp en lag zuidelijk van Bernharddorp in het huidige district Para.
Het plan werd uitgevoerd door de Stichting Machinale Landbouw en werd gefinancierd door het Welvaartsfonds met het doel om middenstandslandbouwbedrijven voort te brengen in de Oude Kustvlakte. Er werden bedrijven gecreëerd van 5, 8 en 11 hectare, voorzien van een woonhuis omringd met aanplant van bomen en andere gewassen. Bij elkaar ging het om de ontginning van 450 hectare land, waarvan twee derde bestemd was voor de boerenbedrijven en een derde voor proefterreinen. Zetboeren werden van tevoren voor de boerenbedrijven geselecteerd en konden door middel van huurkoop uiteindelijk eigenaar worden van de bedrijven. Het Lelydorpplan is vooral van belang geweest voor de vorming van melkveeteelt.
Een deel van de percelen moest later worden verlaten vanwege de winning van bauxiet. De boeren vertrokken voor een deel naar het Project Reeberg, dat door het departement van Landbouw, Veeteelt en Visserij was ingericht, en voor een deel naar de Rijsdijkweg. Ook een deel stopte met het boerenbedrijf.